# Внуки Шамиля
Внуки Шамиля — террористическая организация, действовавшая во второй половине 1990-х гг. преимущественно на территории Турции и, возможно, связанная со спецслужбами этой страны. Наибольшую известность получила акция, ставшая известной как захват парома «Авразия» в Трабзоне в 1996 году, в которой участвовали 8 террористов (в основном абхазы), однако члены группы совершали и другие террористические преступления.

## Цели
Террористы декларировали своей главной целью нанесение урона Российской Федерации и атаки на её объекты и граждан в связи с войной в Чечне, выдвигая требования, связанные с вмешательством в ход последней (например, выпустить боевиков Радуева из с. Первомайское). Настроенные антироссийски и прочеченски, во время упомянутого захвата парома террористы прямо заявили, что не собираются причинять вред гражданам Турции. Нужно отметить, что преступники пользовались определенной поддержкой населения Турции — во время их наиболее известной вылазки в Стамбуле имели место демонстрации поддержки их идей.

## Лидер
Гражданин Турции абхазского происхождения Мухаммед Токчан.

## Состав
- Мухаммед Токчан (Тук-Ипа)
- Эрдинч Текир (Асугба)
- Хамзат Гицба
- Эндер Джомкун (Авидзба)
- Седет Темиз
- Тунджер Озкан
- Джейхан Молламехмет-оглы
- Рамазан Зубараев
- Висхан Абдурахманов

## Причастность к другим терактам
В 2001 г. М. Токчан пытался организовать захват гостиницы (цели выдвигались те же). Также как минимум один террорист из числа «Внуков» подозревался в причастности к угону российского самолёта.

## Связи со спецслужбами Турции
ФСБ РФ заявляло о наличии связей «Внуков Шамиля» со спецслужбами Турции. Косвенно на это указывают как их нежелание вредить гражданам этой страны и ей самой, так и череда загадочных побегов и амнистий, в течение нескольких лет позволивших почти всем активным участникам захвата парома оказаться на свободе. Турция никогда не подтверждала свою причастность.